# Collegi Camillo Golgi
Il Collegio Golgi, inaugurato nel 1977 e divenuto Collegio nel 1980, ha sede a Pavia ed è uno tra i collegi universitari misti pavesi gestiti da EDiSU (Ente per il Diritto allo Studio Universitario), tuttora in attività. Il complesso residenziale è stato successivamente intitolato al Premio Nobel per la Medicina Camillo Golgi. Dal 1º settembre 2017 i due Collegi (Golgi 1 e Golgi 2) sono stati unificati amministrativamente e funzionalmente in un unico "Collegio Golgi".

## Storia

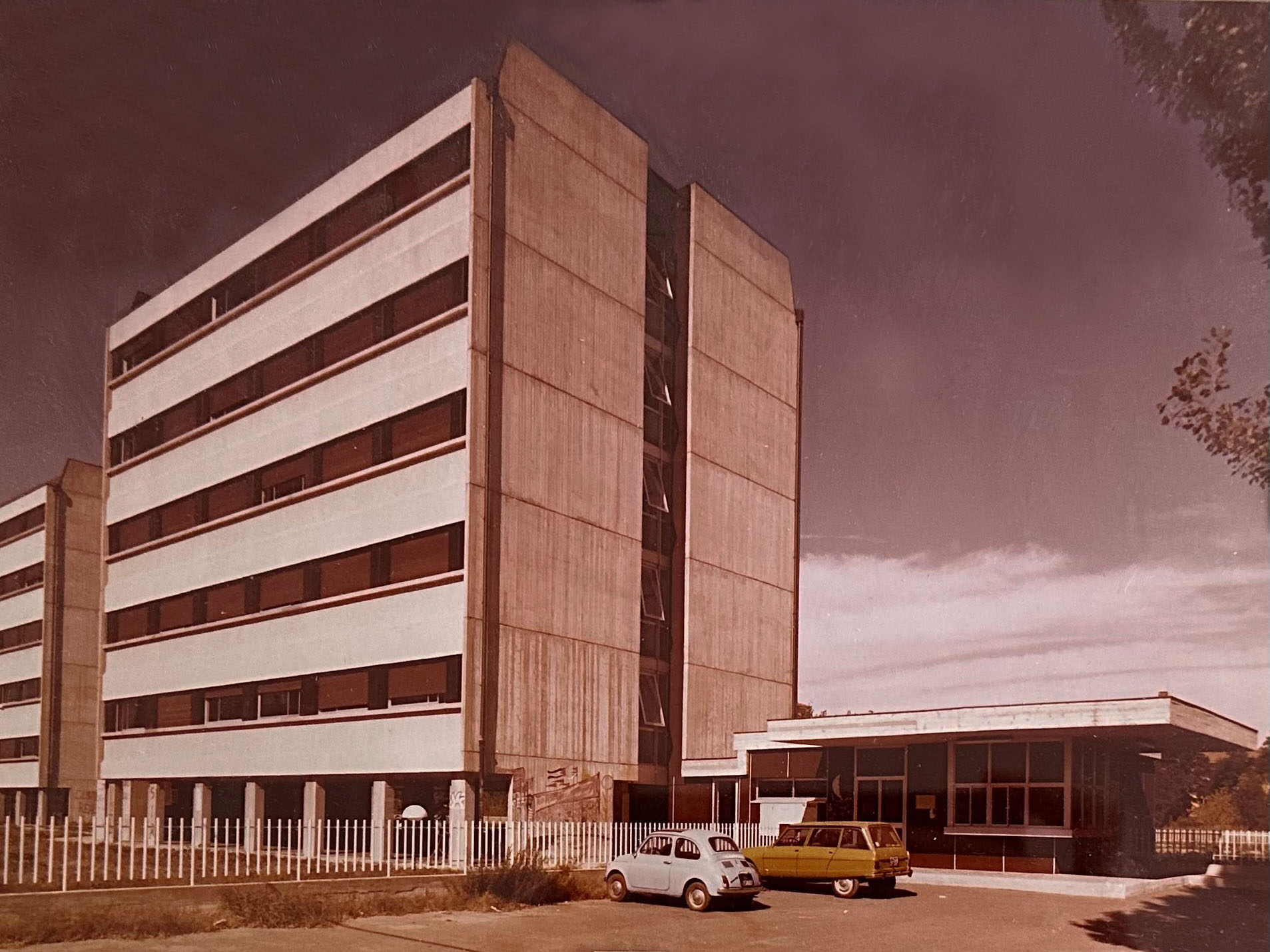
Fronte sud-ovest dell'edificio con la portineria, foto degli anni '70

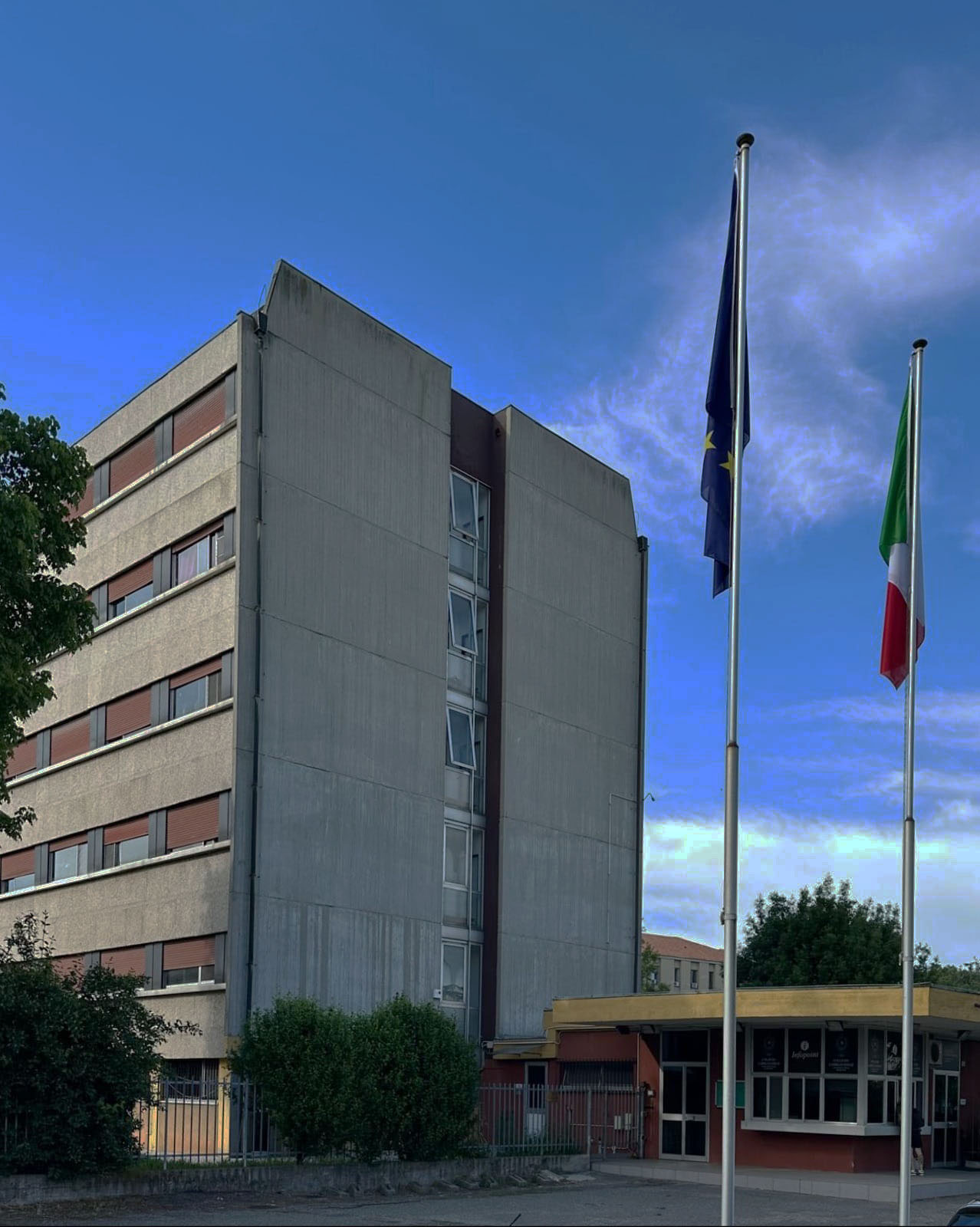
Fronte sud-ovest dell'edificio con la portineria, foto del 2024

Il processo di espansione verso ovest, avviato nel 1932, proseguì con il Piano Regolatore del 1964 (Piano Dodi) redatto da Luigi Dodi (architetto). Tra il 1956 e il 1963, questo piano subì ben tre revisioni prima di essere definitivo. Il Piano regolatore generale comunale (PRG) riorganizza la situazione creatasi in periferia, indirizzando il completamento dei nuovi quartieri. Inoltre, prevede un ulteriore sviluppo dei quartieri residenziali a ovest della città; in particolare risale al 1971 l'urbanizzazione P.E.E.P. (Piano edilizia economica popolare) della Zona Cravino, successivamente affiancata dai collegi universitari (Collegio Golgi, Collegio Nuovo, Collegio Alessandro Volta).
Il Piano Regolatore del 1976 (Piano Campos Venuti ed Astengo ) vincolava a verde pubblico i terreni ad ovest della città, da un piano dei servizi e includeva anche il "Piano di sviluppo e ristrutturazione dell'Università di Pavia", dell'architetto Giancarlo De Carlo, redatto tra il 1971 ed il 1974; si tratta di una complessa ipotesi progettuale che si articola in due grandi poli principali ed alcuni poli secondari. Tale piano ha ispirato la progettazione delle sei Residenze Golgi, costruite nello stesso periodo su incarico dell’Università e realizzate da IACP (Istituto Autonomo Case Popolari).
Nel 1974 ci fu lo stanziamento dei fondi , da parte del Consiglio di Amministrazione Universitario, mentre i lavori iniziarono a partire dal 1975 e completati nel 1977, anno di inaugurazione e anno in cui gli studenti hanno iniziato ad occupare le camere.
Dal 1984, a causa della vasta estensione della struttura, è stata suddivisa in due residenze distinte, entrambe miste, rinominate Collegio Golgi 1 e Collegio Golgi 2, ciascuna con un proprio rettorato.
Dal marzo 2014 le due Residenze sono state riconosciute come “Collegi universitari”, nel pieno rispetto del D.L. 68/2012, per l’elevato valore delle attività culturali, formative e ricreative che vengono organizzate ogni anno all’interno delle strutture. 
Dal 1 settembre 2017 i due Collegi sono stati unificati amministrativamente e funzionalmente in un unico "Collegio Golgi", sotto la direzione del professor Alessandro Greco (attuale rettore), del Dipartimento di Ingegneria Civile e Architettura dell'Università di Pavia.

## Architettura

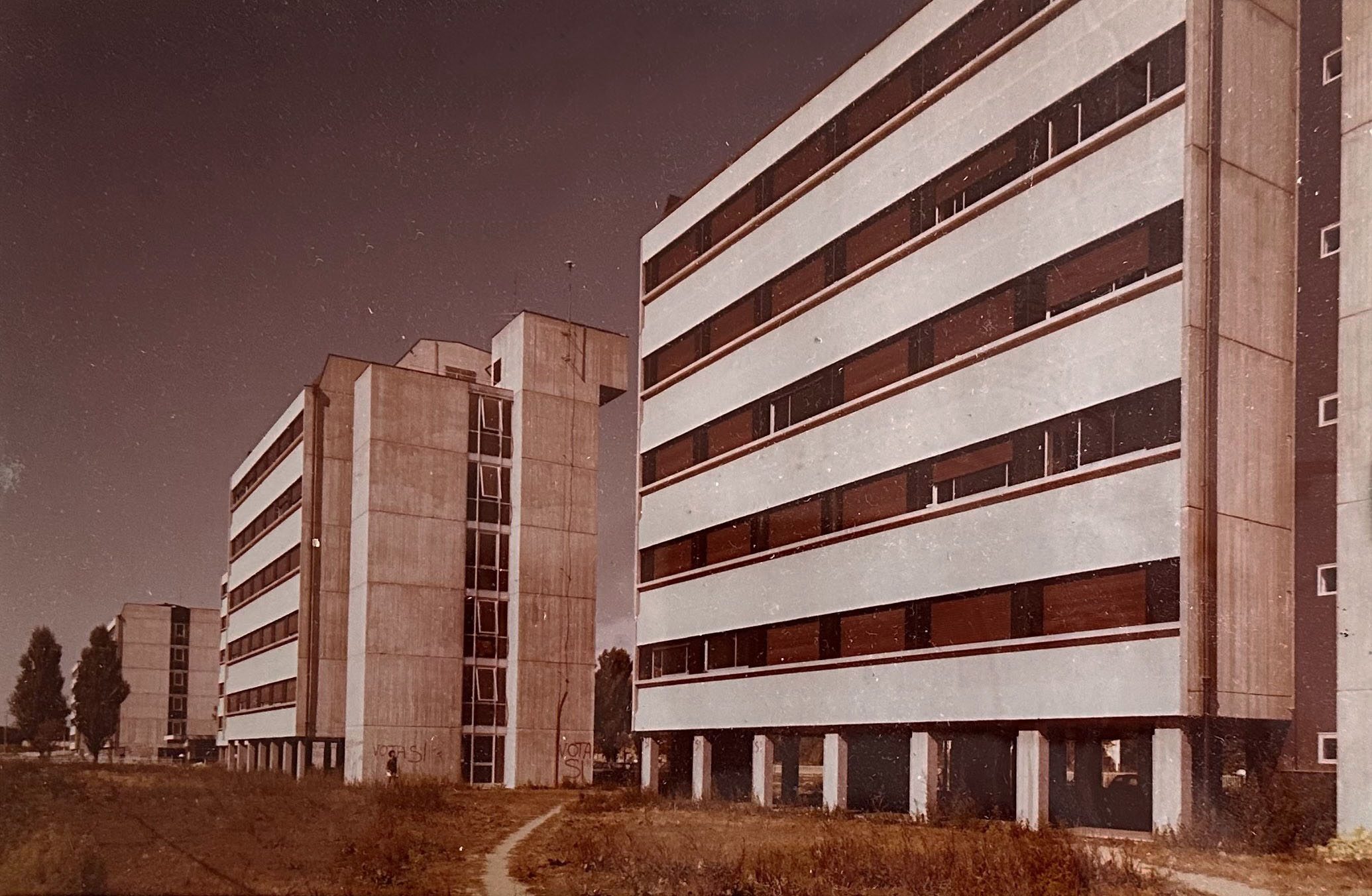
Fronte nord-est degli edifici, foto degli anni '70

La residenza è stata realizzata da IACP (oggi ALER), su progetto dell'architetto Pier Franco Dallera nell'anno 1974. La struttura è prevalentemente prefabbricata in calcestruzzo armato.
Questo modello riprende quello proposto da Le Corbusier; inoltre la composizione dei mini alloggi, dotati di una cucina su ogni piano, segna un forte superamento della classica disposizione del Collegio Universitario.

### Analisi strutturale e materiali
Gli edifici sono costituiti da una struttura portante a telaio con pilastri in calcestruzzo armato di dimensioni 24x50cm, che scandiscono il prospetto, solai in laterocemento e travi in calcestruzzo 30x18 cm contenute nello spessore del solaio. 
Le facciate sono caratterizzate dal cemento a vista alternato dalle tapparelle color rosso; il tetto ha una pendenza del 5% e ospita il locale tecnico (caldaia), i discendenti sono in rame, mentre le soglie e i rivestimenti in serizzo.

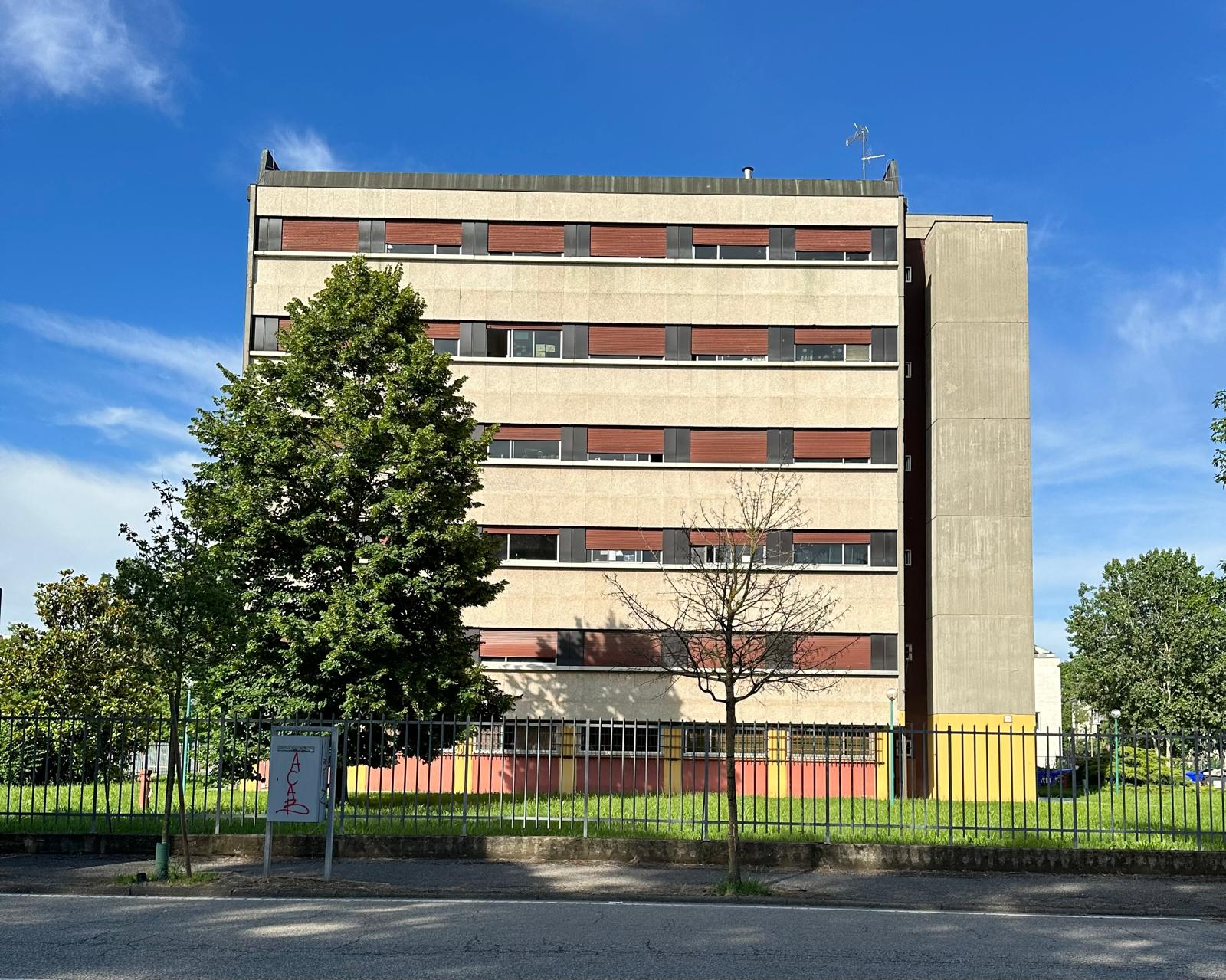
Facciata edificio tipo, foto del 2024

I lati lunghi, dove si sviluppano le camere, sono costituiti da tamponamenti a fasce alternate formate da pannelli prefabbricati modulati in granigliato di marmo rosato e da pannelli leggeri color antracite, intervallati dai serramenti mobili in alluminio (costituiti da vetri doppi atermici). 
Lateralmente, sulla testata breve, un blocco in calcestruzzo armato faccia a vista di spessore 30 cm racchiude il sistema distributivo (vano scala ed ascensore), sul lato opposto sempre calcestruzzo a vista con una fascia centrale di finestre, che riprende quella posta sul vano scale.
La pianta del piano tipo di 19 x 13,77 m è formata da sei campate con un interasse di 3,2 m sul lato lungo e una profondità di 5,44 m; lo spazio rimanente di 2,12 m è destinato al corridoio di distribuzione che si sviluppa per tutta la lunghezza dell'edificio.
Internamente le tramezze sono costituite da mattoni forati dello spessore di 8/12 cm, con finitura a intonaco di gesso.

### Descrizione
Il collegio è formato da sei edifici rettangolari, numerati da 1 a 6, partendo da Nord. 
I due blocchi sono formati da tre edifici ciascuno di sei piani fuori terra; i piani terra sono quasi interamente occupati da servizi collettivi, i piani superiori, invece, sono adibiti a residenze. 
Al piano terra del Palazzo 1 per il momento c’è solo una lavanderia, mentre al Palazzo 2 sono presenti la sala comune e la sala TV, al Palazzo 3 ci sono le sale studio, al Palazzo 4 risiedono tutti gli uffici amministrativi, il Palazzo 5 possiede la biblioteca e la sala conferenza, infine nel Palazzo 6 sono presenti la palestra, delle sale studio e un’altra lavanderia . Il porticato rimane una zona inutilizzata, poiché non attrezzabile e non è fruibile se non solo come fascia esterna di passaggio e contribuisce ad adombrare le sale interne.
La configurazione attuale non era presente nel progetto originario, che prevedeva il piano terra di tutti gli edifici aperto con un portico passante, tuttavia le modifiche riportate sulla tavola 4-BIS del 12 settembre 1975 illustrano la variante di progetto per i soli edifici 2 e 5. Inoltre, sono presenti locali di deposito e ai piani superiori piccole cucine.

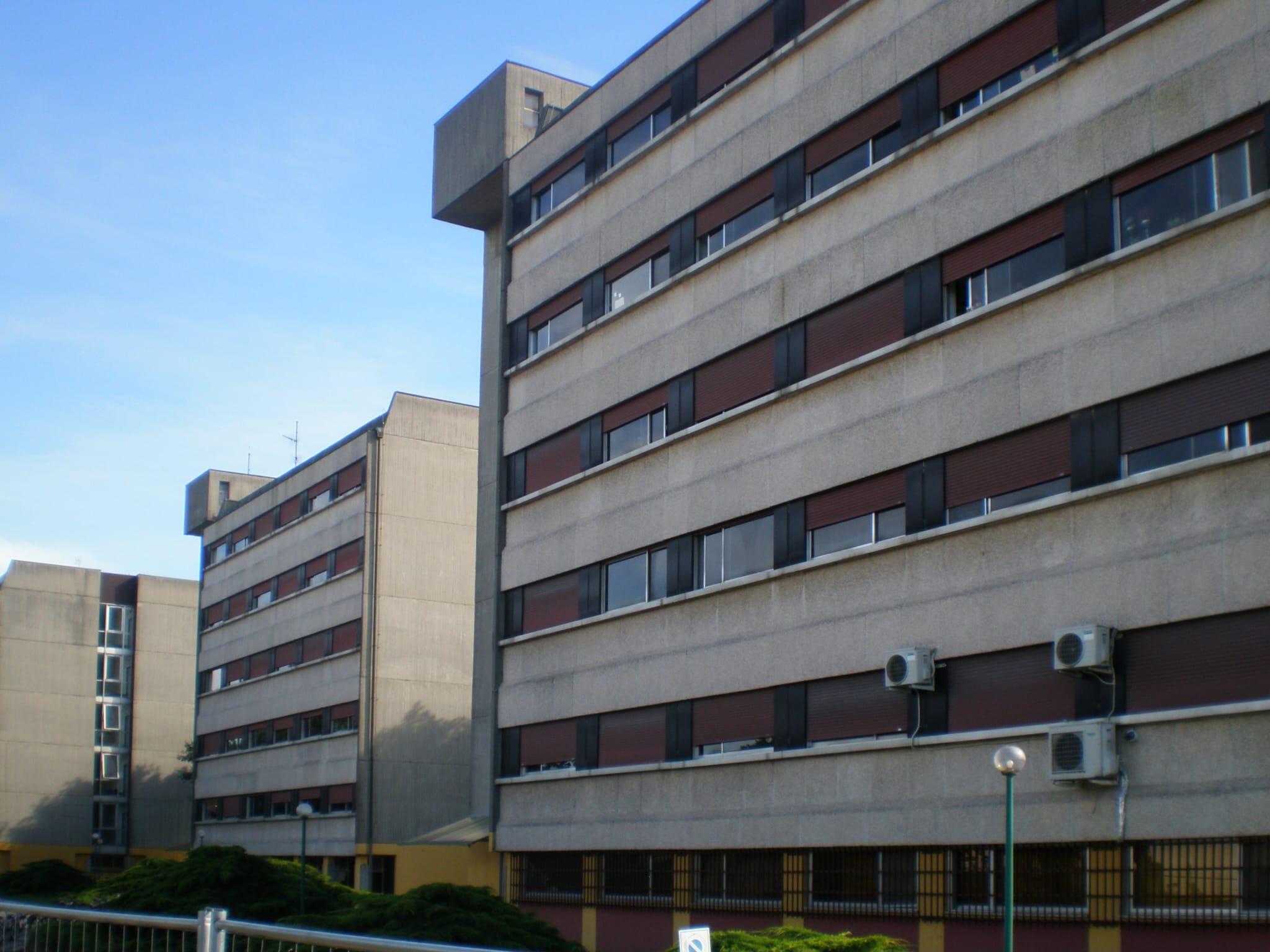
Fronte nord-est degli edifici, foto del 2024

La distribuzione interna degli alloggi avviene attraverso un corridoio centrale e le camere si trovano a destra e sinistra del corridoio, presentano lunghe finestre verso l’esterno e i bagni ciechi nelle immediate vicinanze delle porte d’ingresso. Ogni piano ospita 12 camere, 6 per lato. I piani terra sono caratterizzati da finestre con sistemi di inferiate con la stessa regolarità dei piani superiori.
Il blocco del sistema distributivo è collegato alla struttura tramite porte di sicurezza tagliafuoco, mentre esternamente è collocato il corpo scala.
Lo spazio esterno presenta un percorso scoperto, pavimentato con piastrelle con giunto fugato, che collega e circonda i 3 edifici di ciascuno dei due blocchi, delimitati da un cancello lungo il perimetro.

### Impianti
All’interno degli edifici sono presenti l’impianto di riscaldamento parzializzato e regolabile per ogni camera, l’impianto citofonico, che collega la portineria alle camere e un ascensore per fabbricato; inoltre l’impiantistica idrico-sanitaria è accessibile dall’esterno per eventuale manutenzione.

### Dati
La superficie territoriale occupata dal lotto è di 17.291 mq, di cui 2.008 mq occupati dagli edifici, 6.148 mq dai parcheggi e 6.664 mq dalle aree verdi ed i restanti 2.400 mq dai percorsi pavimentati.

## Informazioni collegiali

### Alloggi
Le 324 camere sono ad uso singolo con annesso bagno privato e assegnate complete di arredo necessario. 
Il Collegio è anche dotato di posti foresteria per ospitare visiting professor e personale universitario, distribuiti nei vari edifici e comprende 12 posti in aggiunta alle camere per gli studenti; possono essere prenotati facendo richiesta in Economato o presso la Presidenza dell'Ente.

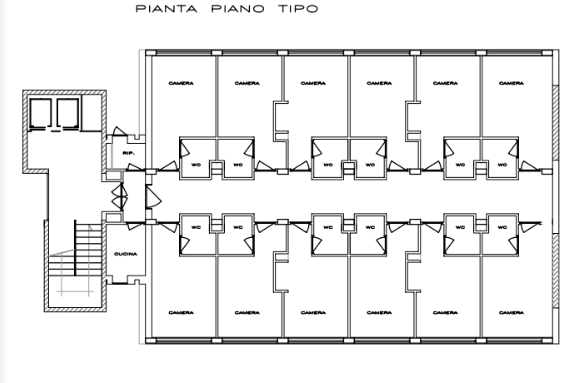
Pianta piano tipo dei piani con le camere del Collegio Golgi, maggio 2011

### Servizi
Al piano terreno di ciascun edificio si trovano i servizi comuni, disponibili a tutti gli ospiti della struttura e alle persone esterne (previa registrazione presso la Portineria).
Ogni piano, a partire dal primo al quinto delle 6 palazzine ospita 12 camere e una piccola cucina comune, gestita direttamente dagli alunni. 
Sono presenti, inoltre, servizi collettivi, tra cui: sala comune e TV, biblioteca, sala conferenze, sale studio, palestra, sala computer, sala musica, 2 lavanderie e portineria (in corrispondenza del terzo edificio). 
Nella zona retrostante la struttura si trova un'area asfaltata adibita a parcheggi ed un giardino non attrezzato; inoltre è presente un ampio parcheggio interno, riservato agli ospiti che ne fanno richiesta.

### Accesso e retta
L’accesso ai posti è regolato tramite concorso pubblico il cui bando viene redatto annualmente dall’EDiSU. L’alloggio è garantito tramite il pagamento rateizzato della retta annuale, variabile a seconda della fascia reddituale.
Per mantenere il posto presso il Collegio è necessario, ogni anno, ottenere il numero di crediti formativi universitari richiesti per ogni corso di laurea, stabiliti dal bando stesso, mentre non è prevista una media minima dei voti delle singole prove d’esame. 
Circa 1/3 delle camere è occupato da studenti provenienti dall’estero, che studiano in Italia attraverso il Programma ERASMUS, oppure, per frequentare i corsi in lingua inglese offerti dall’Università di Pavia. Dal 2016 è attiva una convenzione con il CUS  che prevede di ospitare nel collegio due atleti della rappresentativa di rugby del CUS stesso.

### Attività
Il Collegio organizza eventi culturali e attività di tutorato a supporto dello studio universitario, oltre a prendere parte a tutte le attività intercollegiali (tornei sportivi, caccia al tesoro , feste a tema).
Le attività culturali e sportive del Collegio vengono promosse e organizzate dai Rettori e dal Comitato Alunni, eletto ogni anno all’interno della Comunità studentesca che risiede in collegio; a volte con relatori esterni all’ambito accademico, per offrire agli alunni argomenti e punti di vista diversi da quelli strettamente accademici. Alcune di queste attività sono in collaborazione con i Dipartimenti dell’Università di Pavia.

## Rettori ed economato
Rettore del Collegio dal 2016 è il prof. Alessandro Greco, docente di Architettura Tecnica presso il Dipartimento di Ingegneria Civile e Architettura dell’Università di Pavia. Dall’anno accademico 2021-22, il prof. Pietro Galinetto, docente di Fisica Sperimentale presso il Dipartimento di Fisica dell'Università di Pavia, è stato nominato Rettore Vicario e contribuisce alla gestione del Collegio.

L’Economato è affidato alla dott.ssa Elena Grecchi.

### Approfondimenti
- Vittorio Prina, Pavia moderna. Architettura moderna in Pavia e provincia 1925-1980, Pavia, Edizioni Cardano, 2003, ISBN 9788888936000.
- A cura di Angelo Bugatti e Luciano Crespi, Sapienza tecnica e architettura: Milano e Pavia 1950-1980,  catalogo della mostra (Milano), Firenze, Alinea, 1997.
- Sergio Bruschi, Giovanni Walter Palestra, Edilizia a Pavia, 1945-2005, Pavia, Edizioni Cestedil-ANCE, 2007.

### Fonti archivistiche
- EDiSU, Verbali dei Consigli di Amministrazione dell’Ente, Pavia, Archivio EDiSU, s.d..